# Astacoides caldwelli
Astacoides caldwelli is een kreeftensoort uit de familie van de Parastacidae. De wetenschappelijke naam van de soort is voor het eerst geldig gepubliceerd in 1865 door Bate.